# Diplotaxis brachyptera
Diplotaxis brachyptera är en skalbaggsart som beskrevs av Patricia Vaurie 1960. Diplotaxis brachyptera ingår i släktet Diplotaxis och familjen Melolonthidae. Inga underarter finns listade i Catalogue of Life.